# Fellipe Bertoldo
Fellipe Bertoldo (sinh ngày 5 tháng 1 năm 1991) là một cầu thủ bóng đá người Đông Timor.

## Đội tuyển bóng đá quốc gia Đông Timor
Fellipe Bertoldo thi đấu cho đội tuyển bóng đá quốc gia Đông Timor từ năm 2014-2015.

## Thống kê sự nghiệp
| Đội tuyển bóng đá Đông Timor | Đội tuyển bóng đá Đông Timor | Đội tuyển bóng đá Đông Timor |
| Năm                          | Trận                         | Bàn                          |
| ---------------------------- | ---------------------------- | ---------------------------- |
| 2014                         | 4                            | 1                            |
| 2015                         | 1                            | 0                            |
| Tổng cộng                    | 5                            | 1                            |